# 精记家祠
精记家祠，位于中国广东省惠州市博罗县石坝镇三家村，为当地周姓家族祖屋。1985年公布为博罗县文物保护单位。2007年，博罗县文广新局曾拨款整修。
据族谱所记，家祠建于光绪年间，第一任主人是周志学，精记即是他的绰号。据传为当地富翁。整座建筑长68米、宽32.5米，总面积为2310平方米。坐北朝南，为三进院落，一进为前殿，二进为过殿，三进为后殿。前殿屏风正面刻“止敬”，背面刻“绳武”。过殿屏风正面刻“谷贻堂”，背面刻“燕翼诒谋”。两块屏风与数块木雕于2008年被盗。